# Joachim Ramoser
Joachim Ramoser (* 22. Februar 1995 in Bozen) ist ein italienischer Eishockeyspieler, der auch über die deutsche Staatsangehörigkeit verfügt. Er spielt seit 2021 für den Deggendorfer SC in der drittklassigen deutschen Oberliga Süd.

## Karriere
Joachim Ramoser, der aus Bozen in Südtirol stammt, begann seine Karriere bei Ritten Sport, mit 14 Jahren wechselte er dann nach Deutschland. Nachdem er zunächst für den Mannheimer ERC in der Schüler-Bundesliga, die er mit den Kurpfälzern 2011 gewann, und die Roten Teufel Bad Nauheim in der Jugend-Bundesliga auflief, spielte er 2011/12 mit den Eisbären Juniors Berlin in der Deutschen Nachwuchsliga. Dort erreichte er mit der Mannschaft das Playoff-Finale, das jedoch gegen Mannheimer Jungadler verloren ging. Anschließend wechselte er nach Österreich zum EC Red Bull Salzburg. Dort wurde er sowohl in der Erste Bank Young Stars League, als auch in der multinationalen Molodjoschnaja Chokkeinaja Liga eingesetzt. Nachdem er 2015 am MHL-All-Star-Game teilgenommen hatte, wechselte er zum Bruderklub der Salzburger nach München. Beim EHC Red Bull München kam er in der Deutschen Eishockey Liga zum Einsatz. Gleich in seiner ersten Spielzeit an der Isar gewann er mit dem Klub die Deutsche Meisterschaft.
Zu Beginn der folgenden Spielzeit erlitt er eine Knieverletzung und verpasste die erste Hälfte der Saison. Am 31. Januar 2017 wurde sein Vertrag in München aufgelöst und Ramoser wechselte zum HC Bozen. Auch beim HCB hatte er weiter mit der Knieverletzung zu kämpfen und musste sich letztlich einer Operation unterziehen, sodass er nur auf zwei Einsätze für Bozen kam. Trotz dessen erhielt er im Mai 2017 einen Vertrag vom ERC Ingolstadt.
Nach zwei Jahren in Ingolstadt, in denen er immer wieder wegen Verletzungen ausfiel, wechselte er innerhalb der DEL zu den Nürnberg Ice Tigers.
Aufgrund einer Verletzung verpasste Ramoser die komplette Saison 2020/21. Anschließend wechselte er zum Deggendorfer SC in die Eishockey-Oberliga.

### International
Im Juniorenbereich spielte Ramoser für Italien bei den U18-Weltmeisterschaften 2012 und 2013 in der Division I sowie bei den U20-Weltmeisterschaften der Division I 2013, 2014 und 2015.
Sein Weltmeisterschaftsdebüt in der Herren-Nationalmannschaft gab Ramoser bei der Weltmeisterschaft der Top-Division 2014, als die Italiener den Abstieg in die Division I hinnehmen mussten, wo er dann 2015 und 2016 auf dem Eis stand. Bei der Weltmeisterschaft 2019 spielte er mit den Azzurri wieder in der Topdivision. Zudem vertrat er seine Farben bei der Qualifikation für die Olympischen Winterspiele in Pyeongchang 2018.

## Erfolge und Auszeichnungen
- 2011 Gewinn der Schüler-Bundesliga mit der U16 des Mannheimer ERC
- 2015 All-Star-Game der Molodjoschnaja Chokkeinaja Liga
- 2016 Deutscher Meister mit dem EHC Red Bull München

### International
- 2014 Aufstieg in die Division I, Gruppe A, bei der U20-Junioren-Weltmeisterschaft der Division I, Gruppe B
- 2016 Aufstieg in die Top-Division bei der Weltmeisterschaft der Division I, Gruppe A